# Mario D'Agata
Mario D'Agata, soprannominato Il piccolo Marciano (Arezzo, 29 maggio 1926 – Firenze, 4 aprile 2009), è stato un pugile italiano, Campione del Mondo dei pesi gallo tra il 1956 e il 1957 e due volte Campione europeo.

## Biografia
Terzo di sei figli di Luigi (1900-1967), maresciallo siciliano dell'Esercito originario di Fiumefreddo, e di Rosa Laurenzi (1900-1969), sordomuto dalla nascita, cresce all'Istituto Tommaso Pendola di Siena. Tornato ad Arezzo, frequenta l'Accademia Pugilistica Aretina ed esordisce a vent'anni fra i dilettanti. Dopo una lunga carriera dilettantistica ha difficoltà a ottenere la licenza di pugile professionista perché non sente il gong finale di ogni ripresa. Esordisce, quindi, abbastanza tardi nel professionismo, nell'ottobre 1950, a ventiquattro anni, battendo ai punti Giuseppe Salardi in sei riprese.
Il 26 settembre 1953 conquista il titolo italiano dei pesi gallo battendo la medaglia d'oro olimpica di Londra 1948 Gianni Zuddas per squalifica alla nona ripresa.
Lo difende quattro mesi dopo a Napoli battendo Luigi Fasulo per Kot al 4º round. Il 10 aprile 1954, a Milano, respinge il tentativo di Zuddas di riprendersi il titolo, battendolo ai punti in 12 riprese. Il 15 maggio successivo, a Tunisi, incrocia i pugni per la prima volta con il franco-algerino Robert Cohen, campione europeo in carica, perdendo ai punti un match non valido per il titolo. 
Successivamente Cohen diventa Campione del Mondo e lascia vacante la cintura europea dei pesi gallo. Il 23 dicembre 1954 tuttavia, Cohen è privato del titolo mondiale dalla National Boxing Association per non essere riuscito a difenderlo entro 90 giorni contro Raúl "Raton" Macías. Viene perciò allestito un match per l'attribuzione del titolo vacante tra Mario D'Agata e Raúl Macías, che si sarebbe dovuto combattere il 9 marzo 1955. Sfortunatamente meno di un mese prima, il 12 febbraio, D'Agata è colpito al petto da una fucilata, a seguito di un diverbio, impossibilitandolo a onorare il contratto firmato. Ristabilitosi, il 29 ottobre 1955, a Milano, l'aretino conquista il titolo europeo vacante, per squalifica alla quinta ripresa dell'altro francese André Valignat.
Nel frattempo altri organismi pugilistici avevano continuato a riconoscere come campione del Mondo Robert Cohen, che manteneva lo "status" di campione lineare. D'Agata è quindi designato suo sfidante ufficiale. Il 29 giugno 1956 sul ring dello stadio Olimpico di Roma, l'aretino conquista anche la cintura mondiale dei gallo a spese del francese per Kot al settimo round. Di fronte a una folla di 38.000 spettatori, D'Agata mette Cohen al tappeto sino conteggio di nove alla fine del sesto round. Durante l'intervallo, l'arbitro interrompe il match a causa di un grave squarcio sulla fronte sinistra di Cohen, assegnando la vittoria all'italiano. 
L'aretino è il secondo italiano a diventare campione del mondo, dopo Primo Carnera, nei pesi massimi. È anche il primo ed unico pugile sordomuto ad aver vinto un titolo mondiale. Solo un anno e mezzo prima, D'Agata era stato ferito al polmone dal suddetto un colpo di fucile ed a causa del quale aveva subìto intervento chirurgico.
L'anno successivo D'Agata non riesce a difendere il titolo e lascia la cintura mondiale nelle mani del franco-algerino Alphonse Halimi. L'incontro si svolge la sera del primo aprile 1957, al Velodromo d'Inverno di Parigi, ed è una dura battaglia per tutti i 15 round. Presentato come un picchiatore, il francese mostra qualità tecniche e una velocità di prim'ordine. D'Agata, non è solito carburare in apertura di match e nelle riprese iniziali Halimi va subito in vantaggio nel punteggio. Alla fine del 3º round un tizzone acceso proveniente dal grande lampadario che illumina il ring cade sulla spalla del campione in carica, tra mille scintille. 
È necessario l'intervento dei vigili del fuoco e degli elettricisti per porre fine a un black out durato 18’ e che passa alla storia. D’Agata è doppiamente penalizzato dall'evento. Essendo sordomuto, infatti, ha il terrore del buio. Inoltre, quando riprende il match, deve nuovamente carburare prima di riprendere a combattere a pieno regime. 
A questo punto Halimi, consapevole di essere in vantaggio evita con abilità la bagarre, aiutato dalla direzione casalinga dell'arbitro Philippe DeBakker che, ogni volta che l'italiano piazza i suoi colpi dalla corta distanza lo interrompe per spezzarne l'azione. D’Agata si aggiudica le ultime riprese ma il verdetto finale è ormai compromesso.

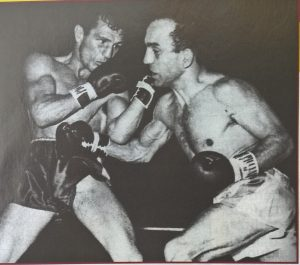
Mario D'Agata (a destra) affronta Piero Rollo mettendo in palio il titolo europeo dei pesi gallo.

Pur essendo più volte sollecitato, Halimi non concede la rivincita a D'Agata. Ormai trentunenne, l'aretino si concentra allora sugli impegni continentali. Conquista il titolo europeo, da lui stesso lasciato vacante una volta salito sul massimo gradino mondiale, battendo a Cagliari il 27 ottobre 1957 Federico Scarponi per Ko al 4º round . 
Dopo aver battuto il non udente ispano marocchino Mimoun Ben Ali in un match senza il titolo europeo in palio, affronta il cagliaritano Piero Rollo, il 12 ottobre 1958 allo Stadio Amsicora. I due pugili, al gong finale, sono sulla stessa linea ma il verdetto, un filo casalingo, premia Piero Rollo che strappa a D'Agata la cintura europea.
Per farsi allora designare quale sfidante ufficiale al titolo mondiale, l'aretino vola allora a Los Angeles per affrontare l'astro nascente José Becerra il 5 febbraio 1959. Il messicano attacca per tutto il match ma, pur aggiudicandosi quasi tutte le riprese, non riesce ad atterrare l'ex campione del mondo. Tra il 10º e l'11º round, il manager dell'italiano, Steve Klaus, fa notare la ferita aperta sull'occhio sinistro di D'Agata all'arbitro olandese che non può fare altro che interrompere il match e assegnare la vittoria al messicano per knock-out tecnico. È la sua unica sconfitta prima del limite.
Dopo questo incontro, D'Agata combatte ancora sino a trentasei anni, perdendo ai punti un nuovo tentativo di ridiventare Campione italiano, contro Scarponi. È il suo ultimo incontro.